# Heraclia niveosparsa
Heraclia niveosparsa là một loài bướm đêm trong họ Noctuidae.